# Can-Am 1972
Can-Am 1972 var ett race som kördes över nio omgångar och dominerades av Penske Racings och Porsches George Follmer, som delvis tack vare titeln fick kontrakt med Shadow i formel 1.

## Delsegrare
| Datum        | Bana         | Vinnare         | Konstruktör       |
| ------------ | ------------ | --------------- | ----------------- |
| 11 juni      | Mosport Park | Denny Hulme     | McLaren-Chevrolet |
| 9 juli       | Road Atlanta | George Follmer  | Porsche           |
| 23 juli      | Watkins Glen | Denny Hulme     | McLaren-Chevrolet |
| 6 augusti    | Mid-Ohio     | George Follmer  | Porsche           |
| 27 augusti   | Road America | George Follmer  | Porsche           |
| 17 september | Donnybrooke  | François Cevert | McLaren-Chevrolet |
| 1 oktober    | Edmonton     | Mark Donohue    | Porsche           |
| 15 oktober   | Laguna Seca  | George Follmer  | Porsche           |
| 29 oktober   | Riverside    | George Follmer  | Porsche           |

## Slutställning
| Plats | Förare          | Konstruktör       | Poäng |
| ----- | --------------- | ----------------- | ----- |
| 1     | George Follmer  | Porsche           | 130   |
| 2     | Denny Hulme     | McLaren-Chevrolet | 65    |
| 3     | Milt Minter     | Porsche           | 65    |
| 4     | Mark Donohue    | Porsche           | 62    |
| 5     | François Cevert | McLaren-Chevrolet | 59    |
| 6     | Peter Revson    | McLaren-Chevrolet | 48    |
| 7     | David Hobbs     | Lola-Chevrolet    | 39    |
| 8     | Jackie Oliver   | Shadow-Chevrolet  | 37    |
| 9     | Peter Gregg     | Porsche           | 34    |
| 10    | Charlie Kemp    | Lola-Chevrolet    | 27    |